# Христос Пантократор (Синай)

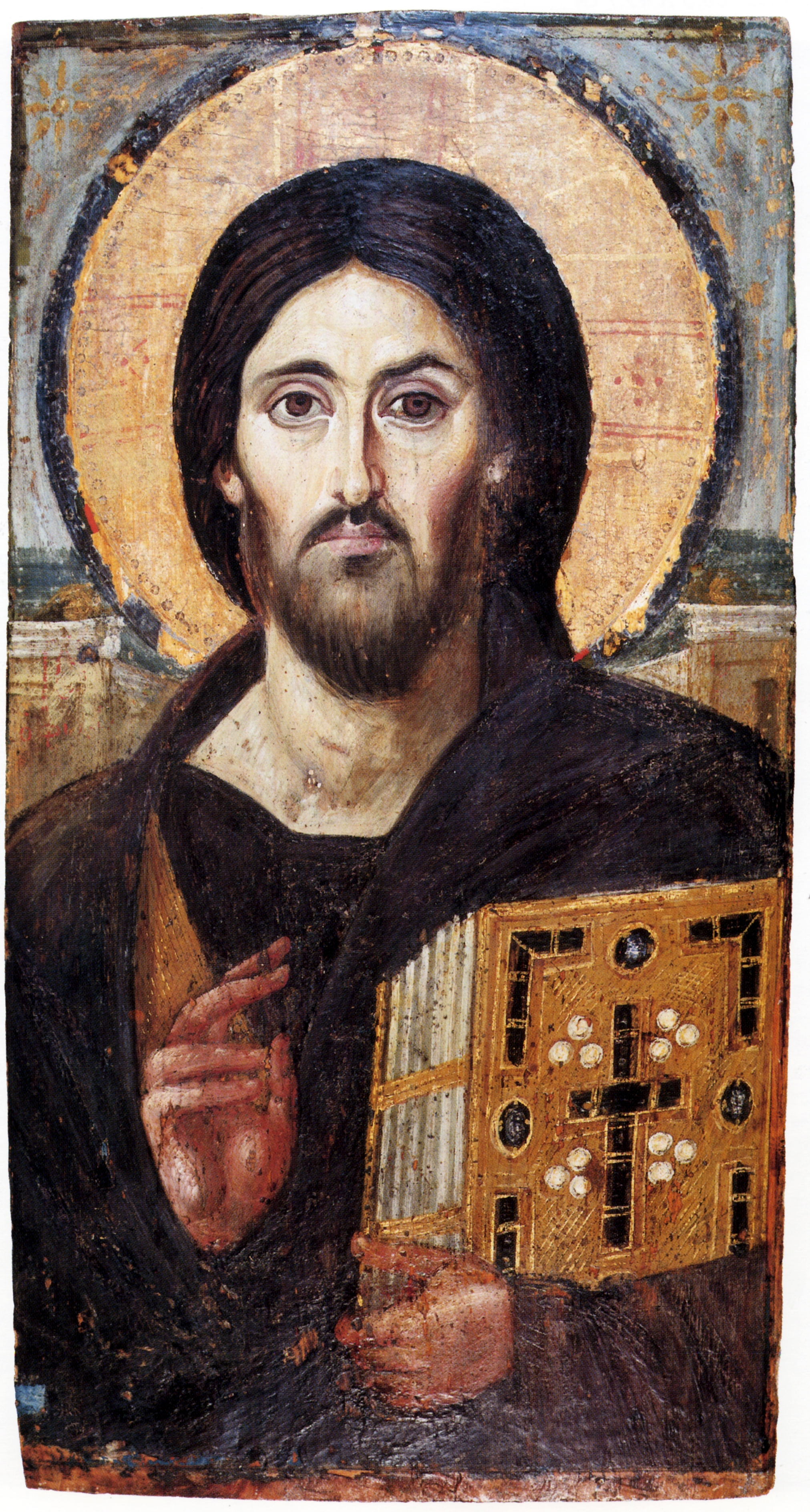
Христос Пантократор з монастиря Святої Катерини на Синаї

Христос Пантократор з монастиря Святої Катерини на Синаї — одна з найдавніших візантійських культових ікон, що датується 6 століттям р.х. Це найдавніший відомий варіант стилю пантократора, що зберігся до наших днів, і вважається істориками та науковцями одним з найважливіших і найвпізнаваніших творів у вивченні візантійського мистецтва, а також східного православного християнства.

## Передісторія
Певний час вважалося, що ікона датується ХІІІ століттям, оскільки на той час вона була майже повністю зафарбована, але у 1962 році було зроблено висновок, що насправді вона походить з середини VI століття, хоча точна дата виготовлення досі невідома. Коли монастир Святої Катерини був заснований візантійським імператором Юстиніаном I, наприкінці його правління, між 548 і 565 роками, він користувався імператорським покровительством і пожертвами від Юстиніана і його двору, а ікона Христа Пантократора була одним з багатьох можливих імператорських подарунків. Через це, як правило, вважається, що вона була виготовлена у візантійській столиці Константинополі.

## Тлумачення та зміст
Багато хто погоджується, що ікона представляє подвійну природу Христа, ілюструючи риси як людини, так і Бога, можливо, під впливом наслідків вселенських соборів попереднього століття в Ефесі та Халкедоні. Риси Христа з лівого боку (праворуч від глядача) повинні представляти якості його людської природи, в той час, як його права сторона (ліворуч від глядача) представляє його божественність. Права рука зображена розкритою назовні, що означає його дар благословення, а ліва рука стискає товстелезну книгу Євангелія.

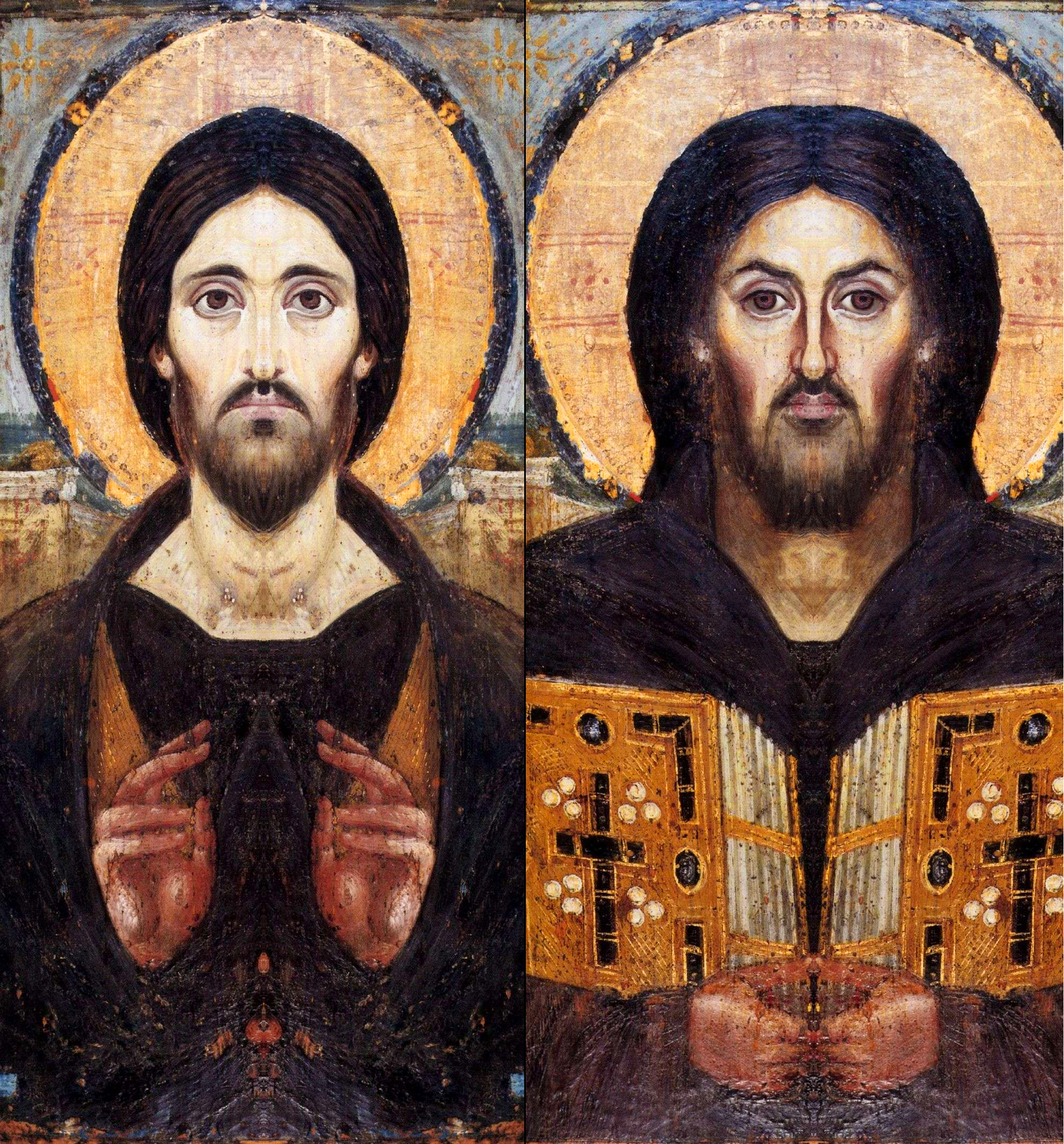
Дзеркальні композиції лівої та правої сторін зображення

Деякі вчені припускають, що ікона на Синаї могла бути можливим зображенням Камоліанської ікони Христа або відомої ікони Христа з Храмових воріт — образу, який був двічі знищений під час першої та другої хвиль візантійського іконоборства — спочатку в 726 році, а потім у 814 році, і тому його зв'язок з Христом Пантократором важко підтвердити.

## Опис та виготовлення
Маючи висоту 84 см, ширину 45,5 см і товщину 1,2 см, ікона спочатку була вищою і ширшою до того, як її верх і боки були обрізані. В іншому випадку є тільки одне місце з серйозними пошкодженнями, велика частина волосся Христа з лівого боку, включаючи його ліве вухо і плече. Оригінальна енкаустична поверхня постійно зберігалася у відмінному стані в цілому.  Як і багато інших ранніх ікон з Синаю, Христос Пантократор був створений за допомогою цієї техніки, відомої як енкаустика — техніка з використанням гарячої воскової фарби — яка рідко продовжувала використовуватися у візантійському світі після іконоборчих суперечок восьмого та дев'ятого століть.  Фактично, монастир на Синаї є єдиним місцем у світі, де збереглася значна кількість цих енкаустичних ікон, особливо тих, що датуються ще шостим століттям. У період візантійського іконоборства на Синаї продовжували виготовляти православні ікони, в той час, як у Константинополі їх знищували.

## Дивись також
Фаюмські портрети, Енкавстика, Святі Сергій та Вакх (ікона)
Панкратор (Спас Вседержитель) — іконографія